# Найтро (Западная Виргиния)
Найтро (англ. Nitro) — город в округах Канова и Патнам в штате Западная Виргиния США. По данным переписи 2020 года, численность населения составляла 6624 человека.

## Население
| 2010 | 2020  |
| ---- | ----- |
| 7178 | ↘6624 |